# Richard Lawrence (Bobfahrer)
Richard Webster Lawrence (* 9. September 1906 in Chazy, New York; † Juni 1974 in Rochester, New York) war ein US-amerikanischer Bobfahrer.

## Karriere
Richard Lawrence nahm an den Olympischen Winterspielen 1936 in Garmisch-Partenkirchen teil. Er gewann zusammen mit Gilbert Colgate die Bronzemedaille im Zweierbob-Wettbewerb. Jedoch erlangte er besonders Aufmerksamkeit im Viererbob-Wettbewerb. Dort nahm der Bob, der von Francis Tyler gesteuert wurde, zu viel Geschwindigkeit auf und der Bremser James Bickford fiel nach hinten aus dem Bob und wurde gefährlich vom Bob mitgezogen. Obwohl er dabei auch aus dem Bob hätte herausfallen können, beugte Lawrence sich zurück und zog Bickford zurück in den Bob. Die Crew belegte den sechsten Rang.